# KGM
KGM（ケージーエム）は、日本の男性シンガーソングライター。宮城県仙台市在住。血液型はA型。

## ディスコグラフィー

### ALBUM
1. Life Music（2008年2月20日）
  1. IRIE LIFE
  2. いつになっても
  3. 捧ぐ [UNPLUGGED]
  4. EVERYDAY
  5. 白に染まる
  6. ゆりかご
  7. 捧ぐ [FILM ver.]（ちいさな恋のものがたり挿入歌）
2. CARAMELISE（2009年10月3日）
  1. 旅の始まりと夕暮れのワルツ
  2. ８６番街
  3. 遥かなる
  4. Thank You Mama
  5. Powder
  6. Chandan
  7. 君が泣く
  8. Heartbeat feat. HUNGER
  9. いつもの店で

### 参加作品
- GAGLE「Slow But Steady」（2009年9月16日）
  - 14. Farewell feat. KGM

### プロデュース作品
千尋との共同プロデュース
- 千尋「うたうため」(2009年10月3日)